# 18-я отдельная авиационная эскадрилья ВВС Балтийского флота
Не следует путать с 18-й морской дальнеразведывательной авиационной Констанцской эскадрильей ВВС Черноморского флота
18-я отдельная морская разведывательная авиационная эскадрилья ВВС Балтийского флота — воинское подразделение вооружённых сил СССР в Великой Отечественной войне.

## История
Сформирована в 1939 году путём переименования 11-й отдельной морской разведывательной авиационной эскадрильи, в свою очередь ведущей свою историю ещё от 1-го морского воздушного дивизиона, который уже в 1919 году, базируясь на морском аэродроме Ораниенбаум, принимал участие в подавлении мятежа на фортах «Красная Горка» и «Серая лошадь»
На вооружении эскадрильи к началу войны состояли самолёты МБР-2. С 1940 года базируется на аэродроме на озере Хаболово. На 22 июня 1941 года насчитывала 12 экипажей, 10 из них с опытом ночных полётов, базируется в районе Ораниенбаума, по-видимому, находилась в оперативном подчинении 15-го авиационного полка ВВС КБФ
В составе действующей армии во время ВОВ с 22 июня 1941 по 5 октября 1941 года.
С начала войны эскадрилья участвует в боевых действиях (первый вылет на разведку состоялся в 18-00 22 июня 1941 года), в основном производила разведку Балтийского моря, в частности Финского залива, а также бомбардировку судов противника. С 20 июля 1941 года эскадрилья использовалась исключительно в качестве эскадрильи ночных бомбардировщиков, действовала по наземным войскам. С начала августа 1941 года базируется на аэродроме озера Гора-Валдай под Ораниенбаумом
За время боевых действий на Балтийском море (до конца августа 1941 года) экипажами эскадрильи было совершено 997 боевых вылетов на разведку и бомбардировку противника, в ходе которых сброшено 463100 килограммов бомб
С 28 августа 1941 года личный состав эскадрильи без материальной части начала переброску на Черноморский флот, где на его базе была сформирована сначала 3-я авиационная эскадрилья 119-го морского разведывательного авиационного полка ВВС Черноморского флота, вскоре переименованная в 18-ю морскую дальнеразведывательную авиационную эскадрилью ВВС Черноморского флота. В принципе, можно говорить о фактическом перебазировании и переподчинении эскадрильи (даже командир остался прежним), однако в соответствии с Перечнем № 19, подразделение на Балтийском флоте официально расформировано 5 октября 1941 года.

## Полное наименование
18-я отдельная авиационная эскадрилья ВВС Балтийского флота

## Подчинение
| Дата            | Флот            | Армия | Корпус | Полк                                        | Примечания                               |
| --------------- | --------------- | ----- | ------ | ------------------------------------------- | ---------------------------------------- |
| 22.06.1941 года | Балтийский флот | -     | -      | 15-й авиационный полк ВВС Балтийского флота | -                                        |
| 01.07.1941 года | Балтийский флот | -     | -      | 15-й авиационный полк ВВС Балтийского флота | -                                        |
| 10.07.1941 года | Балтийский флот | -     | -      | 15-й авиационный полк ВВС Балтийского флота | -                                        |
| 01.08.1941 года | Балтийский флот | -     | -      | 15-й авиационный полк ВВС Балтийского флота | -                                        |
| 01.09.1941 года | Балтийский флот | -     | -      | -                                           | без личного состава и материальной части |
| 01.10.1941 года | Балтийский флот | -     | -      | -                                           | без личного состава и материальной части |

## Командиры
- полковник Бортновский